# Дженнаро Манна
Дженнаро Манна (12 грудня 1715 — 28 грудня 1779) — італійський композитор, який проживав у Неаполі. Був учасником Неаполітанської школи. Його композиторський доробок включає 13 опер і понад 150 творів, у тому числі кілька ораторій.

## Біографія
Син Джузеппе Марії Манни та Катерини Фео (сестри композитора Франческо Фео), він отримав музичну освіту в консерваторії Сант-Онофріо-а-Капуано в Неаполі, де його дядько Франческо Фео був primo maestro. 21 січня 1742 року він дебютував в театрі Арджентіна в Римі з «Tito Manlio» . Завдяки його успіху він отримав нове замовлення від театру Сан-Джованні Грізостомо у Венеції на карнавал наступного року, де він поставив «Siroe re di Persia» .
Після повернення до Неаполя він написав «Festa teatrale per la nascita dell'Infante» з Ніколою Боніфаціо Логроскіно, який так і не був поставлений. У 1744 році він був призначений капельмейстером Сенату Неаполя, змінивши Доменіко Сарро, а в січні 1745 року, з «Achille in Sciro», він дебютував у Театрі Сан-Карло що було добре сприйнято. 1 жовтня 1755 року, після смерті Франческо Дуранте, він зайняв посаду тимчасового вчителя поруч із secondo maestro П'єтро-Антоніо Галло, але 13 лютого 1756 року він виграв конкурс на те, щоб стати постійним. Між 1760 і 1761 роками він виконав свої останні театральні твори, серенату «Enea in Cuma» та оперу серіа «Temistocle» . У січні 1761 року він змінив свого дядька Фео на посаді директора капели Сантісіма Аннунціата Маджоре, а 9 травня того ж року він отримав таку ж посаду в Неаполітанському соборі . Він залишався активним композитором сакральної музики до самої смерті.

## Стиль
На відміну від своїх сучасників Нікколо Йоммеллі, Гаетано Латілла та Джироламо Абоса, він залишив сферу опери-буффа, маючи справу лише з оперою-серіа, в якій його високо цінували композитори свого часу. У його композиційному стилі є елементи як галантного стилю, так і передкласицизму.

## Роботи

### Театральні роботи
- Tito Manlio (opera seria, libretto by Gaetano Roccaforte, 1742, Rome)
- Siroe re di Persia (opera seria, libretto by Pietro Metastasio, 1743, Venice)
- Festa teatrale per la nascita dell'Infante (serenata, in collaboration with Nicola Bonifacio Logroscino, 1743, Naples, never staged)
- Artaserse (opera seria, revision of the opera of the same name by Leonardo Vinci, libretto by Pietro Metastasio, 1743, Naples)
- Achille in Sciro (opera seria, libretto by Pietro Metastasio, 1745)
- L'Impero dell'universo con Give (componimento drammatico, libretto by Ranieri de' Calzabigi, 1745, Naples)
- Lucio Vero ossia Il Vologeso (opera seria, libretto by Apostolo Zeno, 1745, Teatro San Carlo di Napoli, with Gaetano Majorano ed Annibale Pio Fabri)
- Arsace (opera seria, 1746, Naples)
- La clemenza di Tito (opera seria, 1747, Messina)
- Adriano placata (opera seria, 1748, Ferrara)
- Lucio Papirio dittatore (opera pastorale, libretto by Apostolo Zeno, 1748, Roma)
- Il Lucio Papirio (opera seria, 1749, Palermo)
- Eumene (opera seria, libretto by Apostolo Zeno, 1750, Turin)
- Didone abbandonata (opera seria, libretto by Pietro Metastasio, 1751, Venice)
- Demofoonte (opera seria, libretto by Pietro Metastasio, 1754, Teatro Regio di Torino directed by Giovanni Battista Somis)
- Enea in Cuma (serenata, 1760, Naples)
- Il Sacrificio di Melchisedec (componimento drammatico, libretto by M. Tarzia, 1776, Naples)

### Сакральна музика

#### Ораторії
- Gios re di Giuda (1747, Неаполь)
- Sepultra Sarae sive Pietas in mortuos (1748)
- Davide (Палермо, 1751)
- Rubri maris trajectus (Монте Реале, 1761)
- Debora (1769)
- Esther (1770)
- Il Seraficio Alverna (Неаполь)
- Israelis liberato sive Esther (Монте-Реале)

#### Інша сакральна музика
- 12 месс
- 7 Глорій
- Domine ad adiuvantum на 5 голосів
- 2 Кредо
- 2 Magnificat
- 3 Te Deum
- 14 Lamentations
- Christus
- 2 Lezioni per la notte del Santissimo Natale
- 3 Jube Domine benedicere для соло
- 3 Benedictus Dominus
- Конфітебор для соло
- 12 Dixit
- 2 Laudate pueri для соло
- Gloria patri для соло
- 2 Veni sponsa
- Lauda Sion для 5 голосів
- Pange lingua
- 4 Inni
- Tantum ergo для соло
- Cori di anime penanti для 5 голосів
- 35 мотетів з хором
- 14 мотетів і арій для соло
- Пристрасті за Іоаном
- Інші другорядні роботи